# 2582 Harimaya-Bashi
A 2582 Harimaya-Bashi (ideiglenes jelöléssel 1981 SA) egy kisbolygó a Naprendszerben. Tsutomu Seki fedezte fel 1981. szeptember 26-án.